# Perica Bukić
Perica Bukić, nacido en Šibenik el 20 de febrero de 1966, jugador internacional yugoslavo / croata de waterpolo.

## Biografía
A su retiro como jugador, Bukić fue el presidente de la Federación Croata de Waterpolo.

## Clubs
- Solaris, Šibenik ( Croacia)
- HAVK Mladost ( Croacia)

## Palmarés
Como jugador en su selección
- Plata en los juegos olímpicos de Atlanta 1996.
- Oro en el campeonato del mundo de Perth 1991.
- Plata en el campeonato europeo de 1989.
- Oro en los juegos olímpicos de Seúl 1988.
- Plata en el campeonato europeo de 1987.
- Oro en el campeonato del mundo de Madrid 1986.
- Plata en el campeonato europeo de 1985.
- Oro en los juegos olímpicos de Los Ángeles 1984.